# Флиднер, Фриц
Фриц Флиднер (1845—1901) — германский богослов, духовный писатель и издатель, сын Теодора Флиднера.
В 1868 году, получив соответствующее разрешение от испанских властей, отправился в Испанию для пропаганды там евангелического учения. В 1870 году был рукоположён в пасторы и назначен постоянным представителем евангелической церкви в Мадриде, активно занимался распространением в Испании евангелической веры, действуя путём учреждения евангелических обществ, учебных и благотворительных заведений, больниц, книжных магазинов (в частности, уже в 1873 году он основал в Мадриде специализированный магазин протестантской литературы). Осуществлял непосредственное руководство духовной жизнью протестантских общин в Гранаде, Комуньясе и Бесулло. Им были написаны школьные учебники по протестантскому богословию, переведены на испанский язык немецкие евангелические гимны, в 1897 году основана евангелическая школа в Мадриде.
Выпускал периодические издания: «Revista cristiana»; «Amigo de la Infancia» (детский журнал, выходил с 1874 года); «Blätter aus Spanien». Главные труды: «Blätter und Blüten» (сборник стихотворений, Гейдельберг, 1886 и 1897); «Röm. Missionspraxis auf den Karolinen» (3 издания, Лейпциг, 1890); «Die Evangelisation in den röm. Landen» (Гютерсло, 1892); «Erzählungen aus Spanien» (Гейдельберг, 1895—1897); «Das Paradies» (Гейдельберг, 1899); «Aus meinem Leben» (Вена, 1901).